# Anatole de Milan
Pour les articles homonymes, voir Anatole.
Saint Anathlon ou Anatole, évêque de Milan. L'Église de Milan, illustrée par saint Ambroise au IVe siècle, l'avait eu comme premier évêque, selon les plus anciens documents[Lesquels ?]. On sait très peu de choses de lui.
Fête : le 24 septembre.
Envoyé par saint Barnabé (un compagnon de saint Paul), dont il était disciple, Anatole (Anatalone di Milano) aurait évangélisé toute la région milanaise, y compris Brescia, où il mourut.